# Hyperolius nasutus
Espèce
Synonymes
- Rappia punctulata Bocage, 1895
- Hyperolius punctulatus (Bocage, 1895)

Statut de conservation UICN

 LC  : Préoccupation mineure
Hyperolius nasutus est une espèce d'amphibiens de la famille des Hyperoliidae.

## Répartition
Cette espèce se rencontre :
- en Angola ;
- dans le nord du Botswana.

Sa présence est incertaine en Namibie.

## Taxinomie
Hyperolius punctulatus (Bocage, 1895) a été placé en synonymie par Channing, Hillers, Lötters, Rödel, Schick, Conradie, Rödder, Mercurio, Wagner, Dehling, Du Preez, Kielgast & Burger en 2013.

## Publications originales
- Bocage, 1895 : Herpétologie d'Angola et du Congo, ouvrage publié sous les auspices du Ministère de la marine et des colonies, p. 1-203 (texte intégral).
- Günther, 1865 "1864" : Descriptions of new species of batrachians from West Africa. Proceedings of the Zoological Society of London, vol. 1864, p. 479-482 (texte intégral).